# Dendrobium lagorum
Dendrobium lagorum är en orkidéart som beskrevs av Pieter van Royen. Dendrobium lagorum ingår i släktet Dendrobium, och familjen orkidéer. Inga underarter finns listade i Catalogue of Life.